# F.T. Island-diszkográfia
Az F.T. Island dél-koreai együttes 2019 januárjával bezárólag 18 nagylemezt, számos közép- és kislemezt adott ki.

## Stúdióalbumok
| Cím                         | Adatok                                                                                            | Slágerlista   | Slágerlista   | Eladás                     |               |               |               |
| Cím                         | Adatok                                                                                            | KOR           | JPN           | Eladás                     |               |               |               |
| Koreai nyelvű               | Koreai nyelvű                                                                                     | Koreai nyelvű | Koreai nyelvű | Koreai nyelvű              | Koreai nyelvű | Koreai nyelvű | Koreai nyelvű |
| --------------------------- | ------------------------------------------------------------------------------------------------- | ------------- | ------------- | -------------------------- | ------------- | ------------- | ------------- |
| Cheerful Sensibility        | - Kiadás dátuma: 2007. június 7. - Kiadó: FNC Music - Formátum: CD, digitális letöltés            | 6             | —             | - KOR: 83 000+             |               |               |               |
| Colorful Sensibility        | - Kiadás dátuma: 2008. augusztus 22. - Kiadó: FNC Music - Formátum: CD, digitális letöltés        | —             | —             | - KOR: 40 000+             |               |               |               |
| Colorful Sensibility Part 2 | - Kiadás dátuma: 2008. október 17. - Kiadó: FNC Music - Formátum: CD, digitális letöltés          | —             | —             |                            |               |               |               |
| Cross & Change              | - Kiadás dátuma: 2009. július 16. - Kiadó: FNC Music - Formátum: CD, digitális letöltés           | —             | —             |                            |               |               |               |
| Five Treasure Box           | - Kiadás dátuma: 2012. szeptember 10. - Kiadó: FNC Music - Formátum: CD, digitális letöltés       | 1             | —             | - KOR: 53 439+             |               |               |               |
| I Will                      | - Kiadás dátuma: 2015. március 23. - Kiadó: FNC Music                                             |               |               |                            |               |               |               |
| Where's the Truth?          | - Kiadás dátuma:: 2016. július 18. - Kiadó: FNC Entertainment                                     |               | 22            | - KOR: - JPN: 2801         |               |               |               |
| Over 10 Years               | - Kiadás dátuma:: 2017. június 7. - Kiadó: FNC Entertainment                                      | 2             | 34            | - KOR: 30 750+ - JPN: 3708 |               |               |               |
| Japán nyelvű                |                                                                                                   |               |               |                            |               |               |               |
| So Long, Au Revoir          | - Kiadás dátuma: 2009. december 16. - Kiadó: AI Entertainment - Formátum: CD, digitális letöltés  | —             | 95            |                            |               |               |               |
| Japan Special Album Vol. 1  | - Kiadás dátuma: 2010. április 15. - Kiadó: Warner Music Japan - Formátum: CD, digitális letöltés | —             | —             | - KOR: 8185+               |               |               |               |
| Five Treasure Island        | - Kiadás dátuma: 2011. május 18. - Kiadó: Warner Music Japan - Formátum: CD, digitális letöltés   | —             | 1             | - JPN: 46 870+             |               |               |               |
| 20 (Twenty)                 | - Kiadás dátuma: 2012. május 16. - Kiadó: Warner Music Japan - Formátum: CD, digitális letöltés   | —             | 4             | - JPN: 44 603+             |               |               |               |
| Rated-FT                    | - Kiadás dátuma: 2013. június 5. - Kiadó: Warner Music Japan - Formátum: CD, digitális letöltés   | —             | 3             | - JPN: 34 633+             |               |               |               |
| New Page                    | - Kiadás dátuma: 2014. május 28. - Kiadó: Warner Music Japan - Formátum: CD, digitális letöltés   | —             | 6             | - JPN: 25 347+             |               |               |               |
| 5.....Go                    | - Kiadás dátuma: 2015. május 13. - Kiadó: Warner Music Japan - Formátum: CD, digitális letöltés   | —             |               | - JPN: 30 986+             |               |               |               |
| N.W.U                       | - Kiadás dátuma: 2016. április 6. - Kiadó: Warner Music Japan - Formátum: CD, digitális letöltés  | —             | 3             | - JPN: 23 605+             |               |               |               |
| United Shadows              | - Kiadás dátuma: 2017. április 12. - Kiadó: Warner Music Japan - Formátum: CD, digitális letöltés | —             | 3             | - JPN: 20 365              |               |               |               |
| Planet Bonds                | - Kiadás dátuma: 2018. április 11. - Kiadó: Warner Music Japan - Formátum: CD, digitális letöltés | —             | 5             | - JPN: 18 724              |               |               |               |

### Újra kiadott nagylemezek
| The Refreshment (Vol. 1.5) | - Kiadás dátuma: 2007. december 3. - Kiadó: FNC Music - Formátum: CD, digitális letöltés | — | — | - KOR: 40 000+ |
| Double Date                | - Kiadás dátuma: 2009. október 26. - Kiadó: FNC Music - Formátum: CD, digitális letöltés | — | — |                |

## Válogatáslemezek
| Cím                                                       | Adatok | Slágerlista | Slágerlista | Eladás         |        |        |        |
| Cím                                                       | Adatok | KOR         | JPN         | Eladás         |        |        |        |
| Koreai                                                    | Koreai | Koreai      | Koreai      | Koreai         | Koreai | Koreai | Koreai |
| --------------------------------------------------------- | --- | ----------- | ----------- | -------------- | ------ | ------ | ------ |
| FTIsland Japan Best - All About                           | - Kiadás dátuma: 2014. október 8. - Kiadó: FNC Entertainment, CJ E&M Music and Live - Formátum: CD, digitális letöltés | 1           | —           | - KOR: 16 555+ |        |        |        |
| Japán                                                     | |             |             |                |        |        |        |
| Best Recommendation For JAPAN – Our Favorite Korean Songs | - Kiadás dátuma: 2011. szeptember 28. - Kiadó: Warner Music Japan - Formátum: CD, digitális letöltés                   | —           | 3           | - JPN: 31 194+ |        |        |        |
| The Single Collection                                     | - Kiadás dátuma: September 18, 2013 - Kiadó: Warner Music Japan - Formátum: CD, digitális letöltés                     | —           | 9           | - JPN: 14 582+ |        |        |        |

## Középlemezek
| Cím                             | Adatok                                                                                               | Slágerlista   | Slágerlista   | Eladás         |               |               |               |
| Cím                             | Adatok                                                                                               | KOR           | JPN           | Eladás         |               |               |               |
| Koreai nyelvű                   | Koreai nyelvű                                                                                        | Koreai nyelvű | Koreai nyelvű | Koreai nyelvű  | Koreai nyelvű | Koreai nyelvű | Koreai nyelvű |
| ------------------------------- | --- | ------------- | ------------- | -------------- | ------------- | ------------- | ------------- |
| Jump Up                         | - Kiadás dátuma: 2009. február 11. - Kiadó: FNC Music - Formátum: CD, digitális letöltés             | —             | —             |                |               |               |               |
| Beautiful Journey               | - Kiadás dátuma: 2010. augusztus 25. - Kiadó: FNC Music - Formátum: CD, digitális letöltés           | 2             | —             | - KOR: 45 294+ |               |               |               |
| Return                          | - Kiadás dátuma: 2011. május 24. - Kiadó: FNC Music - Formátum: CD, digitális letöltés               | 1             | —             | - KOR: 52 932+ |               |               |               |
| Memory in FTISLAND              | - Kiadás dátuma: 2011. október 10. - Kiadó: FNC Music - Formátum: CD, digitális letöltés             | 2             | —             | - KOR: 36 143+ |               |               |               |
| Grown-Up                        | - Kiadás dátuma: 2012. január 31. - Kiadó: FNC Music - Formátum: CD, digitális letöltés              | 1             | —             | - KOR: 60 651+ |               |               |               |
| Thanks to                       | - *Kiadás dátuma: 2013. szeptember 23. - Kiadó: FNC Entertainment - Formátum: CD, digitális letöltés | —             | —             |                |               |               |               |
| The Mood                        | - Kiadás dátuma: 2013. november 18. - Kiadó: FNC Entertainment - Formátum: CD, digitális letöltés    | 1             | —             | - KOR: 33 181+ |               |               |               |
| Japán nyelvű                    | |               |               |                |               |               |               |
| Prologue of F.T. Island: Soyogi | - Kiadás dátuma: 2008. június 7. - Kiadó: AI Entertainment - Formátum: CD, digitális letöltés        | —             | 124           |                |               |               |               |

## Kislemezek

### Koreai
| Év   | Kislemez                             | Slágerlista | Slágerlista | Album                       |
| Év   | Kislemez                             | JPN         | KOR         | Album                       |
| ---- | ------------------------------------ | ----------- | ----------- | --------------------------- |
| 2007 | 사랑앓이 ("Lovesick")                | —           | 1           | Cheerful Sensibility        |
| 2007 | 천둥 (Thunder)                       | —           | 1           | Cheerful Sensibility        |
| 2007 | 너 올때까지 (Until You Come Back)    | —           | 1           | The Refreshment             |
| 2008 | 사랑후애 (After Love)                | —           | 3           | Colorful Sensibility        |
| 2008 | Heaven                               | —           |             | Colorful Sensibility Part 2 |
| 2009 | 나쁜 여자야 (Bad Woman)              | —           |             | Jump Up                     |
| 2009 | 바래 (I Hope)                        | —           |             | Cross & Change              |
| 2009 | 러브레터 (Love Letter) (F.T. Triple) | —           |             | Double Date                 |
| 2010 | 사랑사랑사랑 (Love Love Love)        | —           | 1           | Beautiful Journey           |
| 2011 | Hello Hello                          | —           | 6           | Return                      |
| 2011 | 새들처럼 (Like Birds)                | —           | 20          | Memory in FTISLAND          |
| 2012 | 지독하게 (Severely)                  | —           | 3           | Grown-Up                    |
| 2012 | 좋겠어 (I Wish)                      | —           | 8           | Five Treasure Box           |
| 2013 | Memory                               |             | 17          | Thanks to                   |
| 2013 | 미치도록 (Madly)                     |             | 15          | The Mood                    |
| 2015 | To The Light                         |             | 84          | I Will                      |
| 2015 | Pray                                 |             | 21          | I Will                      |
| 2016 | Take Me Now                          |             | ?           | Where's the Truth           |

### Japán
| Év   | Kislemez         | Kiadvány                                                          | Számlista | Slágerlista | Slágerlista | Album                | Eladás                      |
| Év   | Kislemez         | Kiadvány                                                          | Számlista | JPN         | KOR         | Album                | Eladás                      |
| ---- | ---------------- | ----------------------------------------------------------------- | --- | ----------- | ----------- | -------------------- | --------------------------- |
| 2008 | The One          | So Long, Au Revoir - Kiadás dátuma: 2009. december 16.            | Számlista CD 1. The One 2. Live Like a Musical 3. You'll be in my Heart 4. The One (Instrumental) DVD 1. The One (Promotion Video) 2. The One (Special Feature) | 24          | —           | So Long, Au Revoir   |                             |
| 2009 | I Believe Myself | So Long, Au Revoir - Kiadás dátuma: 2009. december 16.            | Számlista CD 1. I Believe Myself 2. TV Radio 3. Moonlight Angel DVD 1. I Believe Myself (PV) 2. I Believe Myself (Making) | 51          | —           | So Long, Au Revoir   |                             |
| 2009 | Raining          | So Long, Au Revoir - Kiadás dátuma: 2009. december 16.            | Számlista 1. Raining 2. Everything is Possible 3. It's U | 69          | —           | So Long, Au Revoir   |                             |
| 2010 | Flower Rock      | Flower Rock - Nyelv: japán - Kiadás dátuma: 2010. május 19.       | Számlista CD 1. Flower Rock 2. Revolution 3. Wing 4. Flower Rock (Instrumental) DVD 1. Flower Rock (Music Video) 2. Flower Rock (Special Feature) | 4           | 4           | Five Treasure Island | - JPN: 13 913+ - KOR: 4100+ |
| 2010 | Brand-new Days   | Brand-new Days - Nyelv: japán - Kiadás dátuma: 2010. július 14.   | Számlista CD 1. Brand-new Days 2. Music Life 3. Treasure 4. Brand-new Days(Instrumental) DVD 1. Brand-new days (Music Video) 2. Brand-new days (Special Feature) | 11          | 5           | Five Treasure Island | - JPN: 12 286+              |
| 2010 | So Today...      | So Today... - Nyelv: japán - Kiadás dátuma: 2010. november 17.    | Számlista CD 1. So Today... 2. Boom Boom Boom 3. I Change for You 4. So Today... (Instrumental) DVD 1. So Today... (Music Video) | 8           | 4           | Five Treasure Island | - JPN: 27 842+              |
| 2011 | Satisfaction     | SATISFACTION - Nyelv: japán - Kiadás dátuma: 2011. április 20.    | Számlista CD 1. Satisfaction 2. Friends 3. I want 4. Satisfaction (Instrumental) DVD Type A 1. Satisfaction (Music Video) 2. Satisfaction (Special Feature) DVD Type B 1. M-ON TV-Show Zensoku Zenshin! FTIsland's "Zensoku Zenshin! FTIsland SPECIAL" complete version & outtakes (M-ONレギュラー番組「全速前進! FTIsland」の完全版「全速前進! FTIsland SPECIAL」&未公開NG集) | 2           | —           | Five Treasure Island | - JPN: 38 359+              |
| 2011 | Let It Go!       | Let It Go! - Nyelv: japán - Kiadás dátuma: 2011. július 27.       | Számlista 1. Let It Go! 2. Dream Sky 3. Someday 4. Let It Go!(Instrumental) | 4           | –           | 20 (Twenty)          | - JPN: 36 524+              |
| 2011 | Distance         | Distance - Nyelv: japán - Kiadás dátuma: 2011. november 30.       | Számlista CD 1. Distance 2. LIFE 3. Venus 4. Distance (Instrumental) DVD 1. "SATISFACTION" (Tour 2011 Summer Final "Messenger" at BUDOKAN) MULTI ANGLE LIVE 2. "Itsuka" (Tour 2011 Summer Final "Messenger" at BUDOKAN) MULTI ANGLE LIVE 3. Distance (Music Video) 4. Distance (Special feature)                                                                               | 4           | –           | 20 (Twenty)          | - JPN: 42 497+              |
| 2012 | Neverland        | Neverland - Nyelv: japán - Kiadás dátuma: 2012. április 18.       | Számlista CD 1. Neverland 2. Wanna Go 3. Yuki 4. Neverland (Instrumental) DVD 1. Let It Go! (X'mas Live 2011 Winter's Night @Yokohama Arena multi angle) 2. "Distance" (X'mas Live 2011 Winter's Night @Yokohama Arena multi angle) 3. Neverland (Music Video) 4. Neverland (Special feature)                                                                                  | 10          | –           | 20 (Twenty)          | - JPN: 30 500+              |
| 2012 | Top Secret       | Top Secret - Nyelv: japán - Kiadás dátuma: 2012. augusztus 8.     | Számlista 1. Top Secret 2. Beloved 3. Here 4. Top Secret (Instrumental) | 6           | –           | Rated-FT             | - JPN: 34 000+              |
| 2012 | Polar Star       | Polar Star - Nyelv: japán - Kiadás dátuma: 2012. november 28.     | Számlista 1. Polar Star 2. Fallin' for You 3. Beautiful World 4. Polar Star (Instrumental) | 4           | –           | Rated-FT             | - JPN: 35 000+              |
| 2013 | You Are My Life  | You Are My Life - Nyelv: japán - Kiadás dátuma: 2013. március 27. | Számlista CD 1. You Are My Life 2. Come Into My Dream 3. Beat It 4. You Are My Life (Instrumental) DVD 1. "You Are My Life" MV + Special Features (MV Making & Acoustic Event & MC) 2. Acoustic Live from “9th Single 「Polar Star」 Commemorative Event | 5           | –           | Rated-FT             | - JPN: 30 961+              |
| 2013 | Shiawase Theory  | Shiawase Theory - Nyelv: japán - Kiadás dátuma: 2013. július 24.  | Számlista 1. Shiawase Theory 2. Eyes On Me 3. Rainy Days 4. Shiawase Theory (Instrumental) | 5           | –           | New Page             |                             |
| 2014 | Beautiful        | Beautiful - Nyelv: japán - Kiadás dátuma: 2014. január 22.        | Számlista 1. Beautiful 2. Another New World 3. On My Way 4. Beautiful (Instrumental) | 8           | –           | New Page             |                             |
| 2014 | Mitaiken Future  | Mitaiken Future - Nyelv: japán - Kiadás dátuma: 2014. április 2.  | Számlista 1. Mitaiken Future 2. A Wish In This Song 3. Born To Be A Rock'N Roller 4. Mitaiken Future (Instrumental) 5. A Wish In This Song (Instrumental) 6. Born To Be A Rock'N Roller (Instrumental) | 5           | –           | New Page             |                             |
| 2014 | To the Light     | To the Light - Nyelv: japán - Kiadás dátuma: 2014. Október 15.    | Számlista 1. To The Light 2. Tornado 3. FISH 4. To The Light (Instrumental) 5. Tornado (Instrumental) 6. FISH (Instrumental) | 8           | –           |                      |                             |
| 2015 | Puppy            | Puppy - Nyelv: japán - Kiadás dátuma: 2015. szeptember 16.        | Számlista 1. Puppy 2. Cycle 3. Parallel universe 4. Puppy (Instrumental) 5. Cycle (Instrumental) 6. Pparallel universe (Instrumental) | 3           | –           |                      | - JPN:                      |
| 2016 | Just Do It       | Just Do It - Nyelv: japán - Kiadás dátuma: 2016. augusztus 17.    | Számlista 1. JUST DO IT 2. I’ll be there 3. EMPTINESS 4. YOU DON’T KNOW WHO I AM | 8           | —           |                      | - JPN: 23 292               |

## Filmzene
| Év   | Dal                                                 | Előadó                                                  | Album                    |
| ---- | --------------------------------------------------- | ------------------------------------------------------- | ------------------------ |
| 2007 | 사랑을 보았나봐 (I Think I Saw Love)                | F.T. Island                                             | Insooni is Pretty OST    |
| 2007 | 요즘 나는 (Lately I)                                | I Honggi (Lee Hong-gi) és Nam Gjuri (Nam Gyu-ri)        | Unstoppable Marriage OST |
| 2008 | 한가지 말 (One Word)                                | F.T. Island                                             | On Air OST               |
| 2008 | 눈물이 흐른다 (F.T Island Ver.) (Tears are Falling) | F.T. Island                                             | Love Song 2008           |
| 2009 | 약속 (Promise)                                      | I Honggi (Lee Hong-gi) és Csong Jonghva (Jung Yong-hwa) | You’re Beautiful OST     |
| 2009 | 하늘에서 내려와 (Descend From The Sky)              | O Vonbin (Oh Won-bin) és Miss $                         | You’re Beautiful OST     |
| 2009 | 여전히 (Still)                                      | F.T. Island                                             | You’re Beautiful OST     |
| 2010 | 모르시죠 (Don't You Know)                           | F.T. Island                                             | Master of Study OST      |
| 2010 | 슬픈 언약식                                         | F.T. Island                                             | TWENTYth Urban           |
| 2011 | ハルカ (Haruka)                                     | F.T. Island                                             | Muscle Girl! OST         |
| 2011 | いつか (Icuka)                                      | F.T. Island                                             | Muscle Girl! OST         |
| 2011 | 꼭은 아니더라도.. (Even If It's Not Necessary..)    | F.T. Island                                             | Heartstrings OST         |
| 2012 | Neverland                                           | F.T. Island                                             | Ozuma OST                |
| 2013 | I'm saying                                          | I Honggi (Lee Hong-gi)                                  | The Heirs OST            |
| 2014 | Words I Have Yet To Say                             | I Honggi (Lee Hong-gi)                                  | Bride of the Century OST |
| 2014 | 사랑이 올 때 (When Love Comes) (Acoustic Ver.)      | I Honggi (Lee Hong-gi)                                  | Modern Farmer OST        |
| 2014 | Do or Die                                           | I Honggi (Lee Hong-gi)                                  | Modern Farmer OST        |

## DVD-k

### Koreai koncertfelvételek
- 2008. október 29.: Live Concert DVD First Island
- 2009. május 15.: 2nd Live Concert Rock Prince
- 2010. július 5.: Men's Stories
- 2010. november 6–7.: FTIsland Live Concert 2010 Tour In Seoul: Beautiful Journey
- 2011. augusztus 20–21.: Play! FTISLAND
- 2011. november 26–27.: Encore Concert, "Memory In FTIsland 2011
- 2012. szeptember 1–2.: Take! FTISLAND
- 2013. szeptember 28–29.: FTISLAND 6th Anniversary Concert FTHX

### Japán koncertfelvételek
- 2009. február 11.: 1st Concert In Tokyo 2007 Cheerful Sensibility
- 2009. május 27.: Livehouse Tour 2008 Prologue of F.T Island
- 2009. június 24.: New Year Concert 2009 My First Dream
- 2010. március 24.: F.T Island MBC DVD Collection
- 2010. december 1.: F.T Island Zepp Tour 2010 ~Hands Up!!~ Zepp Tokyo & Final Show @ Hibiya Yagai Ongakudou (日比谷野外音楽堂)
- 2011. március 23.: F.T Island HALL TOUR "So today…"ENCORE
- 2011. október 26.: Tour 2011 Summer Final "Messenger" at BUDOKAN
- 2012. március 28.: X-mas live at Yokohama Arena
- 2012. szeptember 26.: Summer Tour 2012 "Run! Run! Run!" at Saitama Super Arena
- 2013. szeptember 25.: ARENA TOUR 2013 FREEDOM
- 2014. január 22.: Autumn Tour 2013 -Replay-

## Videóklipek
| Év   | Lemez                          | Videóklip                                                     | Hossz | Megjegyzés |
| ---- | ------------------------------ | ------------------------------------------------------------- | ----- | --- |
| 2007 | Cheerful Sensibility           | I Am Happy                                                    | 3:42  | Feat. Choshinsung |
| 2007 | Cheerful Sensibility           | Lovesick                                                      | 4:08  | Feat. Eunjung (T-ara), Kim Kvangszu (Kim Kwang-su), Pak Konil (Park Geon-il), Szong Dzsinhjok (Song Ji-hyuk) & Kim Szongdzse (Kim Sung-je) |
| 2007 | Cheerful Sensibility           | FT Island                                                     | 3:46  | - |
| 2007 | Cheerful Sensibility           | Thunder & Only One Person                                     | 9:23  | Feat. Eunjung (T-ara), Min Hjorin (Min Hyo-rin) & Csong Szojong (Jung So-young)                                                            |
| 2007 | Cheerful Sensibility           | A Man's First Love Follows Him to the Grave & Only One Person | 7:42  | Feat. Eunjung (T-ara), Min Hjorin (Min Hyo-rin) & Csong Szojong (Jung So-young)                                                            |
| 2007 | Insooni is Pretty OST          | I Think I Saw Love                                            | 3:47  | - |
| 2007 | The Refreshment                | Until You Come Back & A Person Who's Closer To Tears          | 7:39  | - |
| 2008 | On Air OST                     | One Word                                                      | 4:27  | - |
| 2008 | Love Song 2008                 | Tears are Falling (FT Island Ver.)                            | 1:30  | - |
| 2008 | Prologue of FT Island - Soyogi | Friendship                                                    | 4:22  | - |
| 2008 | Prologue of FT Island - Soyogi | Soyogi                                                        | 5:11  | - |
| 2008 | Colorful Sensibility           | After Love                                                    | 4:32  | - |
| 2008 | Colorful Sensibility           | Girls Don't Know                                              | 4:15  | csak DVD-n |
| 2008 | Colorful Sensibility Part 2    | Heaven" & "Love Is...                                         | 8:19  | Feat. Hyomin (T-ara), Kang Dzsonghva (Kang Jung-hwa)                                                                                       |
| 2008 | Colorful Sensibility Part 2    | Heaven                                                        | 6:33  | Feat. Hyomin (T-ara), Kang Dzsonghva (Kang Jung-hwa)                                                                                       |
| 2009 | Jump Up                        | Bad Woman                                                     | 3:59  | Feat. Szo Hjorim (Seo Hyo-rim) |
| 2009 | Jump Up                        | Missing U                                                     | 3:37  | - |
| 2009 | Cross & Change                 | I Hope                                                        | 4:53  | - |
| 2009 | Double Date                    | Love Letter                                                   | 4:01  | - |
| 2009 | So Long, Au Revoir             | Raining                                                       | 5:04  | - |
| 2010 | Flower Rock                    | Flower Rock                                                   | 4:14  | - |
| 2010 | Brand-New Days                 | Brand New Days                                                | 4:28  | - |
| 2010 | Brand-New Days                 | Treasure                                                      | 4:51  | - |
| 2010 | Beautiful Journey              | Love Love Love                                                | 4:03  | - |
| 2010 | So Today...                    | So Today...                                                   | 4:07  | - |
| 2011 | Five Treasure Island           | Haruka                                                        | 4:16  | - |
| 2011 | Return                         | Hello Hello                                                   | 4:08  | - |
| 2011 | Satisfaction                   | Satisfaction                                                  | 4:08  | - |
| 2011 | Let it go!                     | "Let it go!"                                                  | 3:42  | - |
| 2011 | Memory In FT Island            | Like Birds                                                    | 3:30  | - |
| 2011 | Distance                       | Distance                                                      | 5:16  | - |
| 2012 | Grown Up                       | Severely                                                      | 6:48  | Feat. Seolhyun (AOA) |
| 2012 | Neverland                      | Neverland                                                     | 3:57  | - |
| 2012 | 20 (Twenty)                    | Stay                                                          | 4:23  | - |
| 2012 | Top Secret                     | Top Secret                                                    | 3:59  | - |
| 2012 | Five Treasure Box              | I Wish                                                        | 3:40  | Feat. Hyejeong (AOA) |
| 2012 | Polar Star                     | Polar Star                                                    | 4:03  | - |
| 2013 | You Are My Life                | You Are My Life                                               | 3:52  | - |
| 2013 | Rated-FT                       | Freedom                                                       | 3:42  | - |
| 2013 | Rated-FT                       | Orange Sky                                                    | 4:54  | - |
| 2013 | Thanks To                      | Memory                                                        | 3:21  | - |
| 2013 | The Mood                       | Madly                                                         | 4:21  | Feat. Csong Mimi (Jung Mimi) |
| 2014 | New Page                       | Beautiful                                                     | 5:22  | - |
| 2014 | New Page                       | Mitaiken Future                                               | 3:43  | - |
| 2014 | New Page                       | Be Free                                                       | 3:54  | - |
| 2014 | To The Light                   | To The Light                                                  | 3:42  | Japanese ver. |
| 2015 | I Will                         | To The Light                                                  | 4:00  | Korean ver. |
| 2015 | I Will                         | Pray                                                          | 4:20  | - |
| 2015 | 5.....Go                       | Primavera                                                     | 4:38  | - |
| 2015 | Where Is My Puppy              | Puppy                                                         | 3:43  | - |
| 2016 | N.W.U                          | You Don't Know Who I Am                                       | 3:30  | - |
| 2016 | Where's the Truth              | Take Me Now                                                   | 4:30  | - |
| 2016 | TBA                            | Just Do It                                                    | 4:27  | - |

## Fordítás
- Ez a szócikk részben vagy egészben  a   F.T. Island discography című angol Wikipédia-szócikk fordításán alapul.  Az eredeti cikk szerkesztőit annak laptörténete sorolja fel. Ez a jelzés csupán a megfogalmazás eredetét és a szerzői jogokat jelzi, nem szolgál a cikkben szereplő információk forrásmegjelöléseként.